# Microserica martini
Microserica martini är en skalbaggsart som beskrevs av Ahrens 2001. Microserica martini ingår i släktet Microserica och familjen Melolonthidae. Inga underarter finns listade i Catalogue of Life.